# Siennica (gmina)
Siennica – gmina miejsko-wiejska w województwie mazowieckim, w powiecie mińskim. Została utworzona 1 stycznia 1973 r. na podstawie uchwały Wojewódzkiej Rady Narodowej w Warszawie Nr XX/93/72 z dnia 1 grudnia 1972 r. W latach 1975–1998 gmina położona była w województwie siedleckim.
Siedziba gminy to Siennica.
Według danych z 30 czerwca 2014 gminę zamieszkiwało 7338 osób.

## Historia
Za Królestwa Polskiego gmina Siennica należała do powiatu mińskiego w guberni warszawskiej. 28 sierpnia 1870 do gminy przyłączono pozbawioną praw miejskich Siennicę.

## Struktura powierzchni
Według danych z roku 2002 gmina Siennica ma obszar 110,73 km², w tym:
- użytki rolne: 77%
- użytki leśne: 15%

Gmina stanowi 9,51% powierzchni powiatu.

## Władze gminy
- Przewodniczący Rady Gminy: Zenon Jurkowski
- Wójt: Stanisław Duszczyk
- Zastępca Wójta: Mariusz Kozera
- Sekretarz Gminy: Ksenia Wąsowska
- Skarbnik Gminy: Renata Nowakowska
- Kierownik USC: Elwira Cabaj

## Demografia
Dane z 30 czerwca 2014:
zameldowanych na terenie gminy Siennica było:

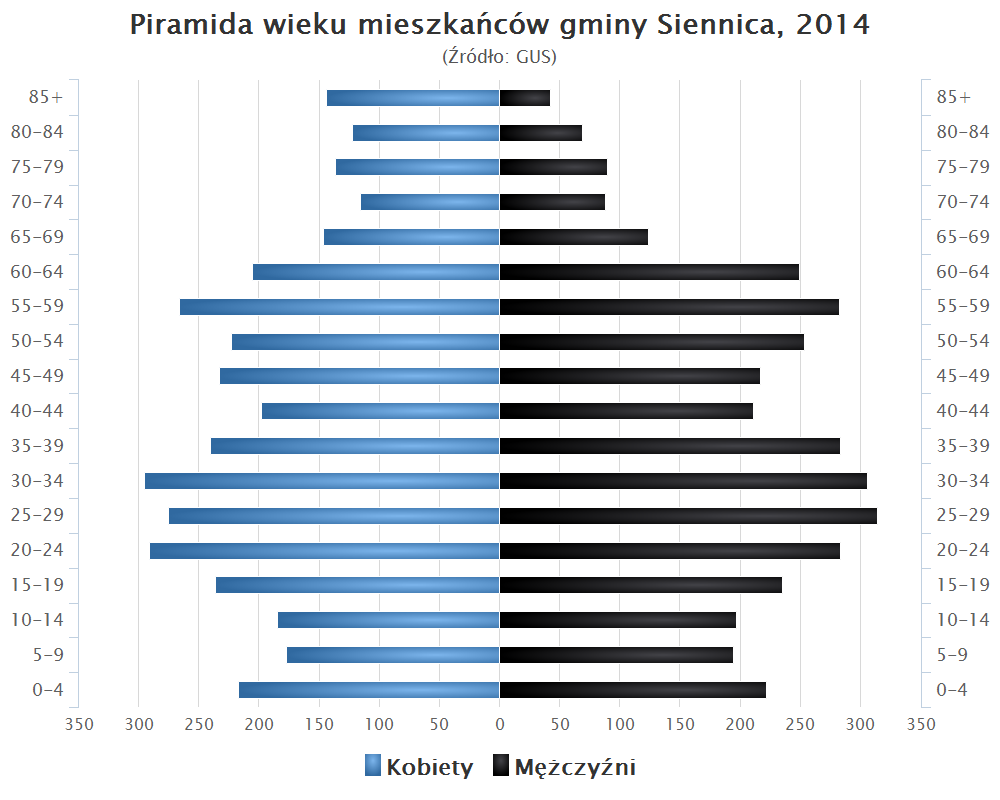
Piramida wieku mieszkańców gminy Siennica w 2014 roku

| Opis      |  | Ogółem | Ogółem | Kobiety | Kobiety | Mężczyźni | Mężczyźni |
| --------- |  | ------ | ------ | ------- | ------- | --------- | --------- |
| jednostka |  | osób   | %      | osób    | %       | osób      | %         |
| populacja |  | 7338   | 100    | 3644    | 50,1    | 3694      | 49,9      |

## Sołectwa
Bestwiny, Borówek, Boża Wola, Budy Łękawickie, Chełst, Dąbrowa, Dłużew, Drożdżówka, Dzielnik, Gągolina, Grzebowilk, Julianów, Kąty, Kośminy, Krzywica, Kulki-Ptaki, Lasomin, Łękawica, Majdan, Nowa Pogorzel, Nowe Zalesie, Nowodwór, Nowodzielnik, Nowy Starogród, Nowy Zglechów, Pogorzel, Siennica I, Siennica II, Siennica III, Siodło, Starogród, Strugi Krzywickie, Swoboda, Świętochy, Wojciechówka- Wólka Dłużewska, Zalesie, Zglechów, Żaków, Żakówek
Miejscowością bez statusu sołectwa jest Wiśniówka.

## Sąsiednie gminy
Cegłów, Kołbiel, Latowicz, Mińsk Mazowiecki, Parysów, Pilawa